# Naso unicornis
Espèce
Synonymes
- Acanthurus unicornis (Forsskål, 1775)
- Chaetodon unicornis Forsskål, 1775

Statut de conservation UICN

 LC  : Préoccupation mineure
Le nason à éperons bleus (Naso unicornis) est une espèce de poissons-chirurgiens de la famille des Acanthuridae présente dans la région Indo-Pacifique.

## Description et caractéristiques

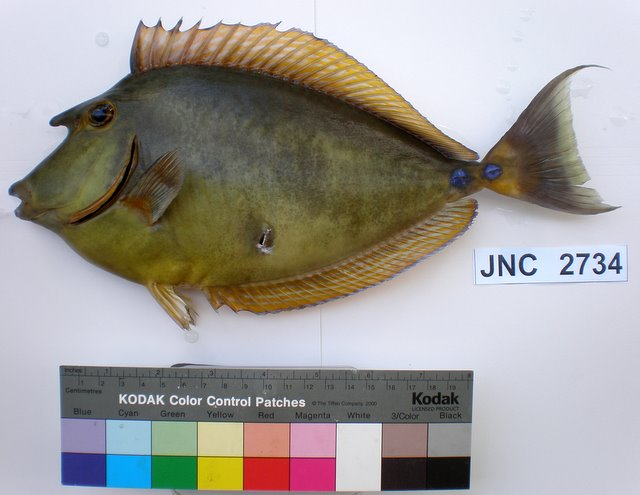
Naso unicornis, appelé localement dawa, est un mets très apprécié en Nouvelle-Calédonie.

C'est un poisson-chirurgien aplati latéralement, de couleur grisâtre. Il est caractérisé, comme certaines autres espèces de son genre, par sa corne frontale, qui ici ne dépasse d'habitude pas la bouche, placée très en avant. Son pédoncule caudal porte deux éperons tranchants de chaque côté, colorés d'un bleu vif caractéristique de cette espèce. Chez les adultes, la caudale est prolongée par deux filaments. Sa taille maximale connue est de 70 cm.

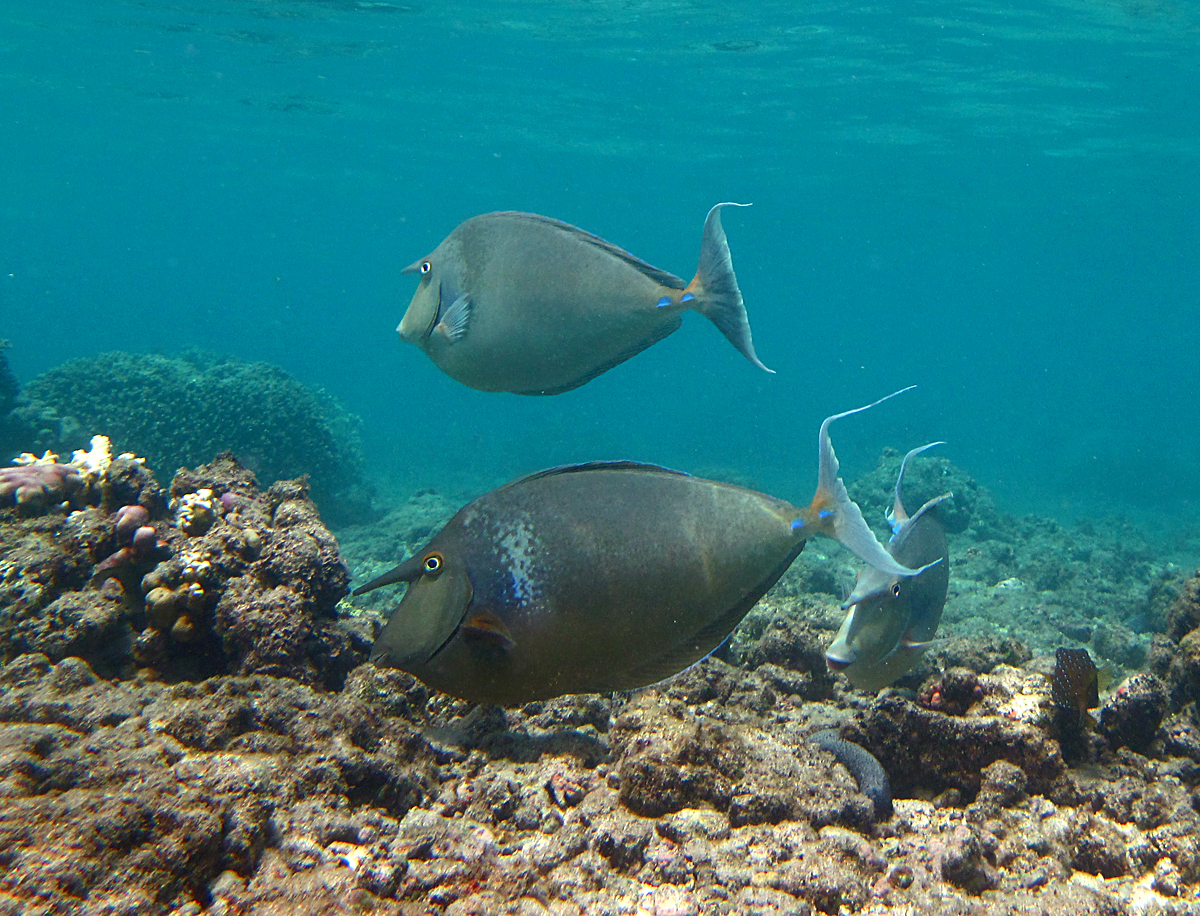
Groupe
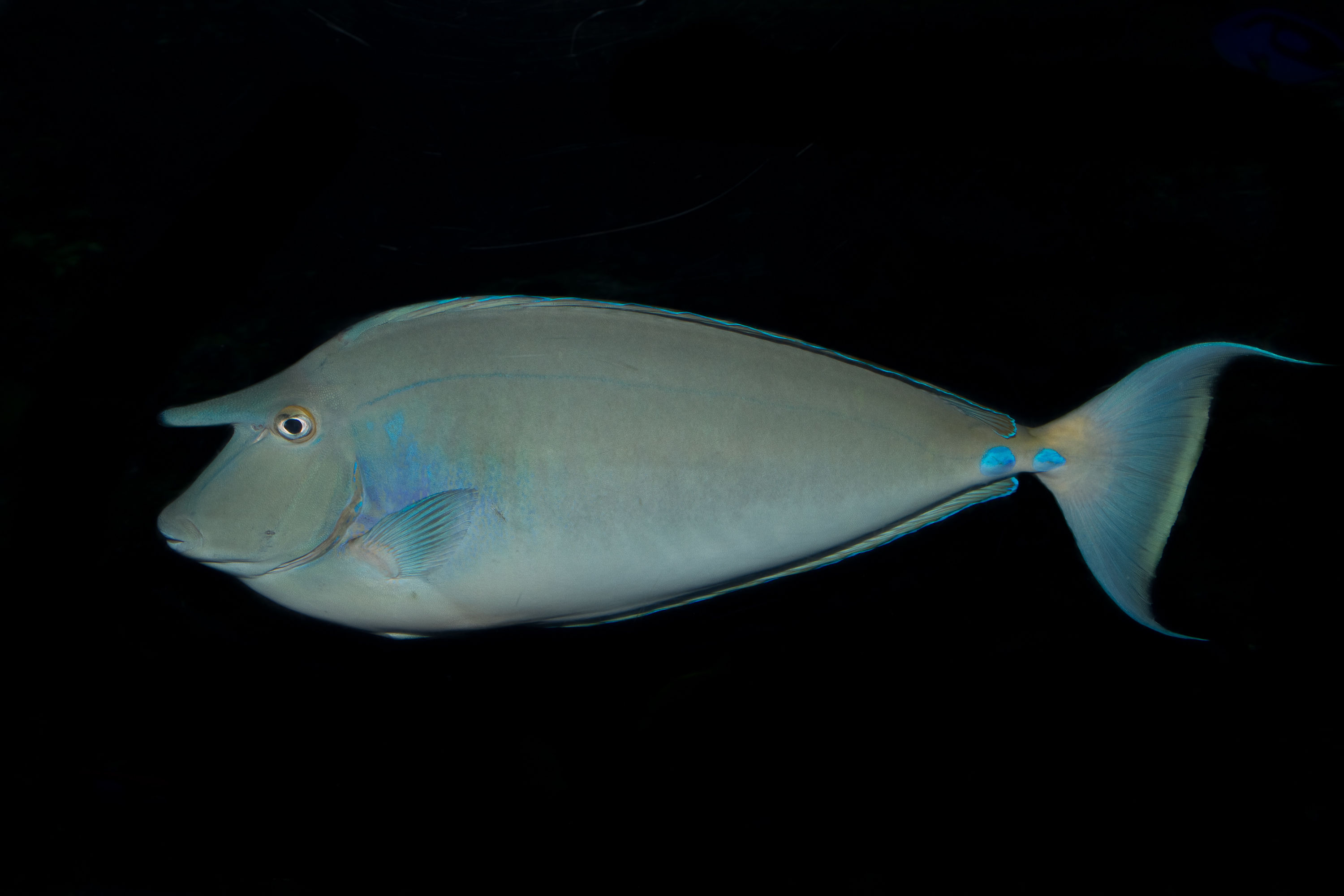
Individu caractéristique
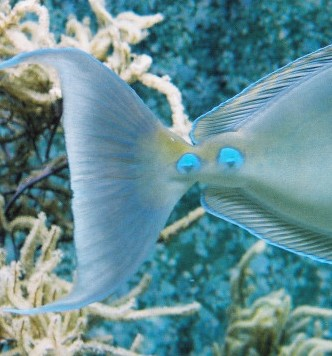
Queue
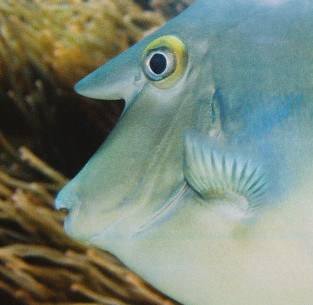
Tête

## habitat et répartition
C'est un poisson corallien, largement réparti dans tout le bassin Indo-Pacifique tropical, de la mer Rouge à Hawaii.